# Mario Engels
Mario Engels (Troisdorf, 22 ottobre 1993) è un calciatore tedesco, attaccante dell'Heracles Almelo.

## Caratteristiche tecniche
È un'ala destra, adattato anche come punta.

## Carriera

### Club
Cresciuto nelle giovanili del Colonia, esordisce tra i professionisti del FSV Francoforte in Zweite Liga nel 2014. Dopo una stagione in Ekstraklasa con la maglia dello Slask Wroclaw, il giovane viene ceduto gratuitamente al club olandese del Roda JC. In Eredivisie, Engels colleziona 21 presenze e realizza una sola rete, nel match della 33ª giornata vinto per 4-1 contro il VVV Venlo; nonostante ciò, il club viene sconfitto nei Play-Off salvezza e retrocede in Eerste Divisie.
Mario Engels, adattato come punta, mette a segno due doppiette all’esordio in seconda divisione olandese, una contro lo Jong Ajax e l’altra nell’incontro seguente contro l’Almere City (entrambi i match vinti per 2-1 dal Roda). Conclude la sua seconda stagione nel club olandese con ben 24 reti realizzate, restando in vetta nella classifica marcatori per più della metà del campionato, cedendo il primato a Ferdy Druijf nelle ultime giornate. Il 1º luglio 2019 si trasferisce gratuitamente al Sandhausen.

## Statistiche

### Presenze e reti nei club
Statistiche aggiornate al 6 gennaio 2017.
| Stagione                | Squadra                 | Campionato              | Campionato | Campionato | Coppe nazionali | Coppe nazionali | Coppe nazionali | Coppe continentali | Coppe continentali | Coppe continentali | Altre coppe | Altre coppe | Altre coppe | Totale | Totale | Totale |
| Stagione                | Squadra                 | Comp                    | Pres       | Reti       | Comp            | Pres            | Reti            | Comp               | Pres               | Reti               | Comp        | Pres        | Reti        | Pres   | Reti   |        |
| ----------------------- | ----------------------- | ----------------------- | ---------- | ---------- | --------------- | --------------- | --------------- | ------------------ | ------------------ | ------------------ | ----------- | ----------- | ----------- | ------ | ------ | ------ |
| 2011-2012               | Colonia II              | REG                     | 1          | 0          |                 | -               | -               |                    | -                  | -                  |             | -           | -           | 1      | 0      |        |
| 2012-2013               | Colonia II              | REG                     | 17         | 1          |                 | -               | -               |                    | -                  | -                  |             | -           | -           | 17     | 1      |        |
| 2013-2014               | Colonia II              | REG                     | 31         | 3          |                 | -               | -               |                    | -                  | -                  |             | -           | -           | 31     | 3      |        |
| Totale Colonia B        | Totale Colonia B        | Totale Colonia B        | 49         | 4          |                 | -               | -               |                    | -                  | -                  |             | -           | -           | 49     | 4      |        |
| 2014-2015               | FSV Francoforte         | 2B                      | 26         | 2          | CG              | 2               | 0               |                    | -                  | -                  |             | -           | -           | 28     | 2      |        |
| 2015-2016               | FSV Francoforte         | 2B                      | 17         | 0          | CG              | 0               | 0               |                    | -                  | -                  |             | -           | -           | 17     | 0      |        |
| Totale FSV Francoforte  | Totale FSV Francoforte  | Totale FSV Francoforte  | 43         | 2          |                 | 2               | 0               |                    | -                  | -                  |             | -           | -           | 45     | 2      |        |
| 2016-2017               | Śląsk Breslavia         | EK                      | 17         | 3          | CS              | 1               | 0               |                    | -                  | -                  |             | -           | -           | 18     | 3      |        |
| 2017-2018               | Roda JC                 | E                       | 21+2       | 1          | CO              | 3               | 1               |                    | -                  | -                  |             | -           | -           | 26     | 2      |        |
| 2018-2019               | Roda JC                 | ER                      | 34         | 24         | CO              | 3               | 1               |                    | -                  | -                  |             | -           | -           | 37     | 25     |        |
| Totale Roda             | Totale Roda             | Totale Roda             | 55+2       | 25         |                 | 6               | 2               |                    | -                  | -                  |             | -           | -           | 63     | 27     |        |
| 2019-2020               | Sandhausen              | 2BL                     | 24         | 3          | CG              | 1               | 0               |                    | -                  | -                  |             | -           | -           | 25     | 3      |        |
| ago. 2020               | Sandhausen              | 2BL                     | 0          | 0          | CG              | 1               | 0               |                    | -                  | -                  |             | -           | -           | 1      | 0      |        |
| Totale Sandhausen       | Totale Sandhausen       | Totale Sandhausen       | 24         | 3          |                 | 2               | 0               |                    | -                  | -                  |             | -           | -           | 26     | 3      |        |
| 2020-2021               | Sparta Rotterdam        | E                       | 28         | 3          | CO              | 1               | 0               |                    | -                  | -                  |             | -           | -           | 29     | 3      |        |
| 2021-2022               | Sparta Rotterdam        | E                       | 29         | 1          | CO              | 2               | 1               |                    | -                  | -                  |             | -           | -           | 31     | 2      |        |
| 2022-gen. 2023          | Sparta Rotterdam        | E                       | 9          | 1          | CO              | 1               | 0               |                    | -                  | -                  |             | -           | -           | 10     | 1      |        |
| Totale Sparta Rotterdam | Totale Sparta Rotterdam | Totale Sparta Rotterdam | 66         | 5          |                 | 4               | 1               |                    | -                  | -                  |             | -           | -           | 70     | 6      |        |
| feb.-lug. 2023          | Tokyo Verdy             | J2                      | 14         | 0          | CI+CdL          | 0+0             | 0+0             |                    | -                  | -                  |             | -           | -           | 14     | 0      |        |
| 2023-2024               | Heracles Almelo         | E                       | 8          | 1          | CO              | 0               | 0               |                    | -                  | -                  |             | -           | -           | 8      | 1      |        |
| Totale carriera         | Totale carriera         | Totale carriera         | 278        | 43         |                 | 15              | 3               |                    | -                  | -                  |             | -           | -           | 293    | 46     |        |